# Rijnlands trekpaard
Het Rijnlands trekpaard, ook wel Rijnlands Duits koudbloed genoemd, is een sterk en breed gebouwd trekpaard uit het huidige Noordrijn-Westfalen. Aan het begin van de 21e eeuw wordt het met uitsterven bedreigd en staat het op de rode lijst van bedreigde veerassen in Duitsland.

## Uiterlijk
Het paard heeft een harmonieus hoofd en ogen met veel uitdrukking. De nek is krachtig. De romp is middelmatig zwaar met aflopende gespierde schouders. De bilspieren zijn krachtig met een ronde contour. Het behang is lang met dubbele manen.

## Karakter
Het ras stelt zich met eenvoudig voer tevreden. Het heeft een aangenaam karakter en een goed temperament. Het is goed in te zetten in de landbouw, bosbouw en voor de wagen.

## Fokgeschiedenis
Het Pruisische paardenfokstation in Wickrath bij Mönchengladbach werd in het midden van de 19e eeuw primair voor de fok van warmbloedrassen ingericht. In 1876 werd, op grond van de gestegen vraag naar zwaardere paarden, het fokken volledig gericht op koudbloedrassen. Dit leidde in 1892 tot de oprichting van een eigen stamboek. Na het begin van de Eerste Wereldoorlog konden geen Belgische trekpaarden meer ingevoerd worden, waardoor de oorspronkelijk ontstane "Rijnlands-Belgische koudbloed" tot "Rijnlands-Duitse koudbloed" omgedoopt werd. Na het eind van de oorlog ontstond een grote behoefte aan trekpaarden, zodat in de jaren dertig 50% van het totale Duitse paardenbestand uit Rijnlandse trekpaarden bestond. De invoering van de trekker na de Tweede Wereldoorlog liet de rol van de trekpaarden snel afnemen, waardoor de dieren nog zelden in de landbouw en slechts zo nu en dan in de bosbouw ingezet worden.
Na de sluiting van het fokstation in 1956 werden de fokdieren naar het fokstation van het bondsland Noordrijn-Westfalen in Warendorf overgebracht, waar nog een zuiver behoudsfokprogramma plaatsvindt.

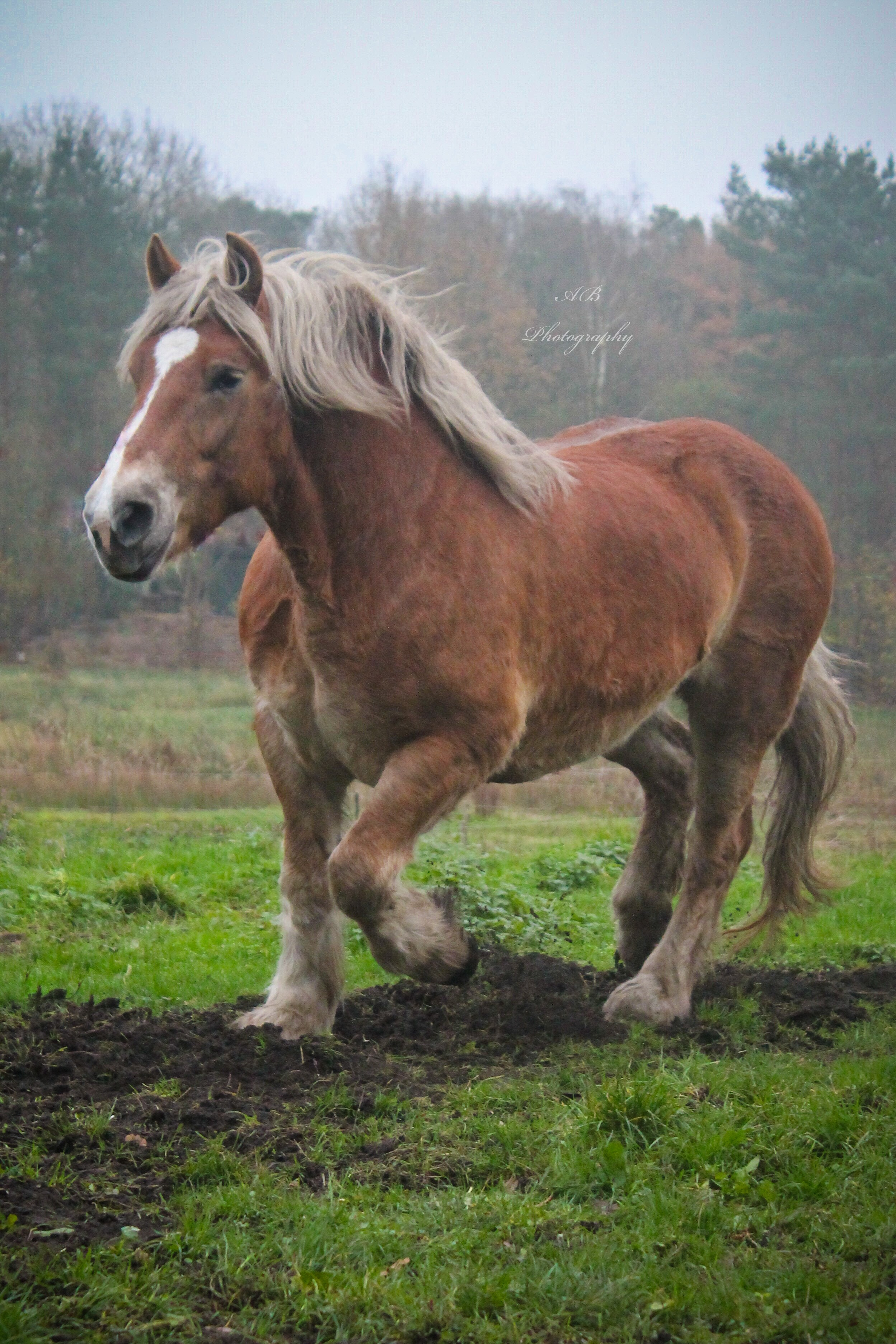
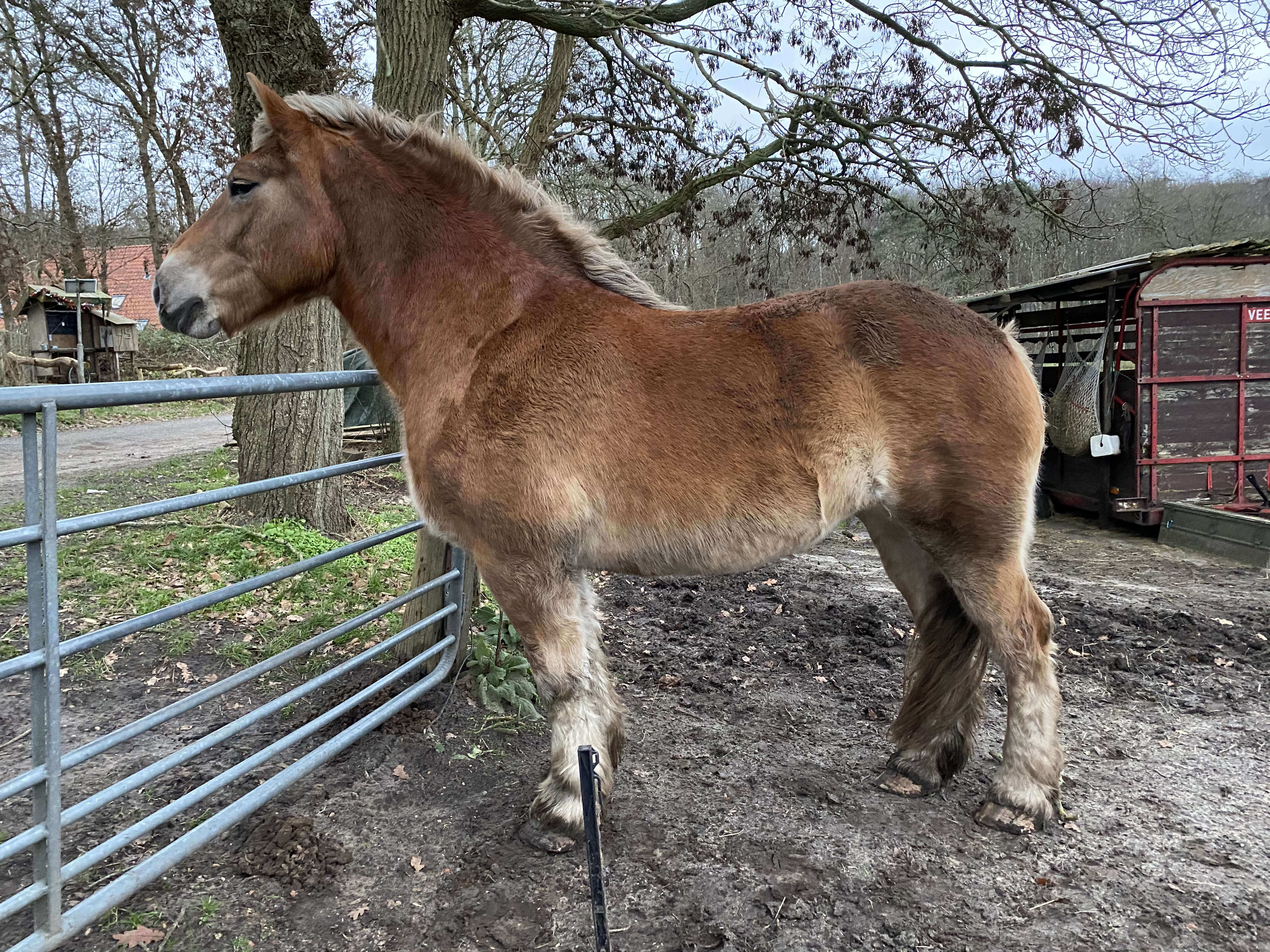
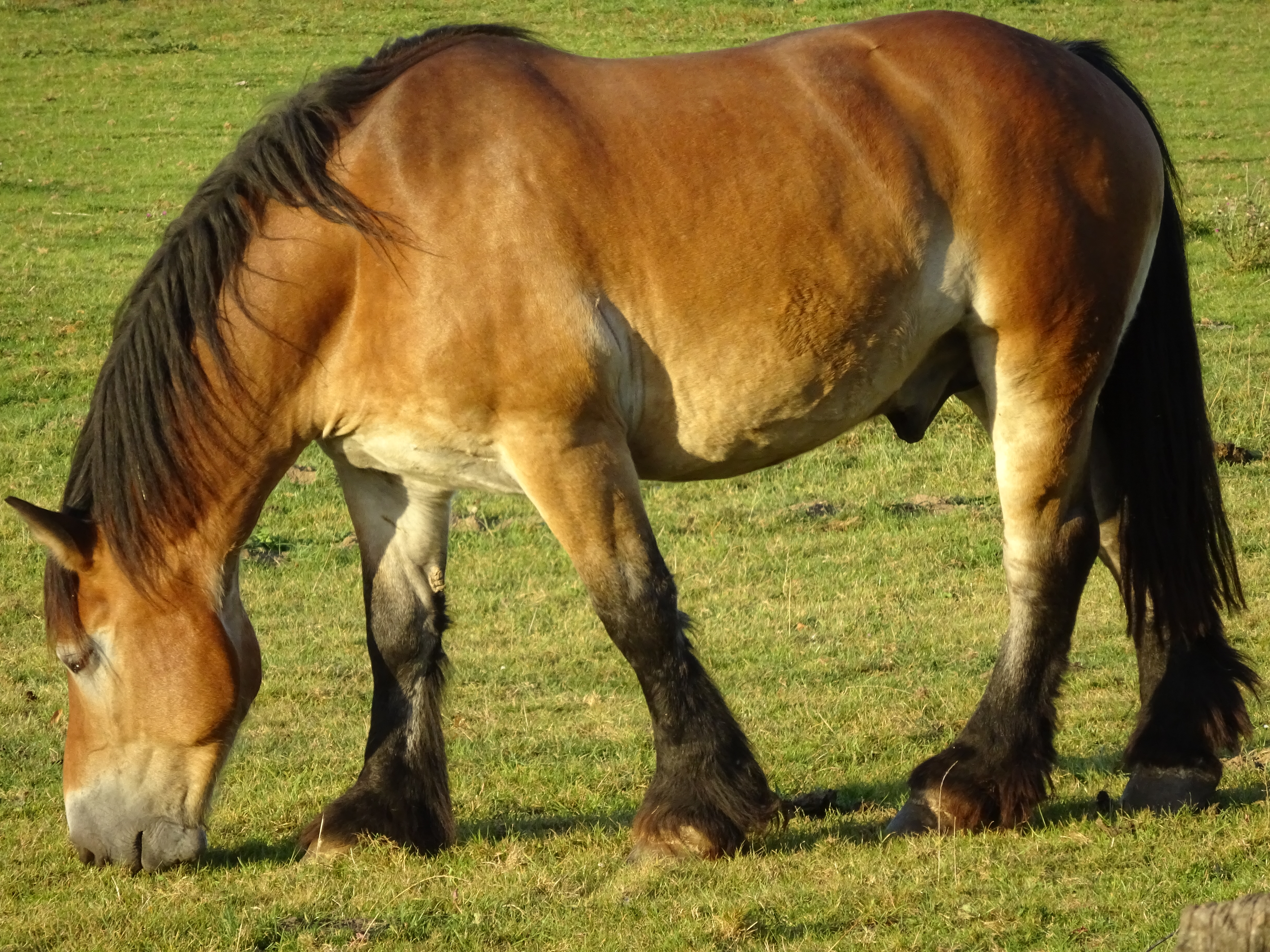